# Hemerobius tagalicus
Hemerobius tagalicus is een insect uit de familie van de bruine gaasvliegen (Hemerobiidae), die tot de orde netvleugeligen (Neuroptera) behoort. 
Hemerobius tagalicus is voor het eerst wetenschappelijk beschreven door Banks in 1920.